# シクロヘキサンヘキソン
シクロヘキサンヘキソン(Cyclohexanehexone)またはヘキサケトシクロヘキサン(Hexaketocyclohexane)、トリキノイル(Triquinoyl)は、C6O6の化学式を持ち、シクロヘキサンの六重ケトンである有機化合物である。オキソカーボンであり、一酸化炭素の六量体と見ることもできる。
2006年5月時点で、この化合物はまだ大量合成されていない。

## 関連化合物
シクロヘキサンヘキソンは、ロジゾン酸イオンC6O62-に対応する中性物質として見ることもできる。一価の陰イオンC6O6-は、炭化モリブデンの形成過程での一酸化炭素のオリゴマーとして、R. WyrwasとC. Jarroldにより質量分析法で検出されている。
X線結晶構造解析によると、「シクロヘキサンヘキソン八水和物」の名前で取引される試薬は、実際は、95℃で分解する固体のドデカヒドロキシシクロヘキサン二水和物である。
1966年、Natick Chemical IndustriesのH. E. Worneは、C10O8とC14O10の化学式を持つ化合物の特許を取った。これは、2または3分子のC6O6が熱水中で紫外線放射の作用によって融合したものであると言われる。

## トリキノイルセラピー
1940年代後半、ウィリアム・ヘールは、ウィリアム・フレデリック・コッホのグリオキシリドの三量体であるトリキノイルは、「糖尿病、関節炎、ポリオ、さらには癌に対しても」治療効果を持つはずだと主張した。この主張に対する実験的な裏付けはないが、トリキノイルは未だに代替医療の治療薬として用いられることがある。